# Mącznik młynarek

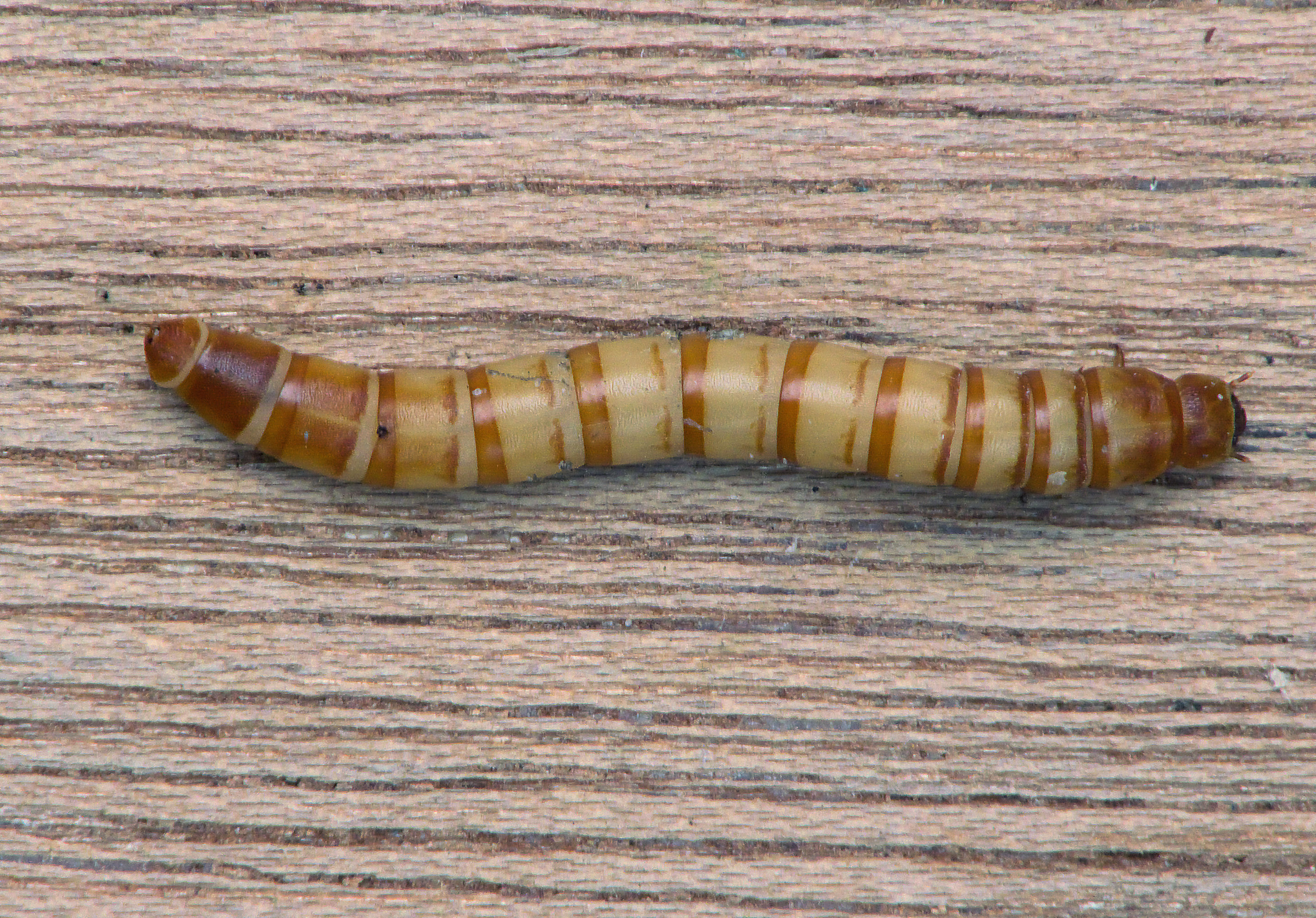
Larwa mącznika

Mącznik młynarek (Tenebrio molitor) – chrząszcz z rodziny czarnuchowatych. Owad dorosły osiąga rozmiar 12–20 mm, larwa – 30 mm.

## Występowanie
Występuje w produktach zbożowych (synantrop, ważny szkodnik), a także w gniazdach ptaków i pod korą drzew liściastych. Żeruje w niehigienicznie utrzymywanych magazynach zboża i mąki. Tak owad i jego larwa atakują mąkę, otręby, suchary i inne produkty zbożowe.

## Rozmnażanie i rozwój
Owad dorosły żyje około miesiąca, jego długość życia, podobnie jak i larwy, zależy od temperatury – im wyższa, tym larwa szybciej rośnie, a imago żyje krócej. Stadium poczwarki trwa od 6 do 30 dni – również jest to uwarunkowane temperaturą. 

## Hodowla
Mączniki w hodowli są karmione otrębami pszennymi, owsianymi, płatkami kukurydzianymi, bułką tartą. Niekiedy dochodzi u nich także do kanibalizmu. Hodowcy twierdzą, że jego poziom można zmniejszyć podając pokarm zawierający białko, na przykład suchą karmę dla kota, mleko w proszku, mięso. Źródłem wody dla owadów w hodowli często są pocięte ziemniaki, marchew i jabłka. Na dużą skalę mączniki hodowane są w Chinach przez HaoCheng Mealworm Inc.
Mączniki hodowane są jako pokarm na potrzeby terrarystyki (żywi się nimi m.in. wiele gatunków jaszczurek, np. stanowi podstawę diety w hodowli gekonów lamparcich, oraz wiele gatunków drapieżnych bezkręgowców) i wędkarstwa jako przynęta. Jest jednym z najłatwiejszych do hodowli owadów.

## Jako pokarm dla ludzi

### Azja
Larwy mącznika młynarka były sprzedawane razem z innymi owadami w Bangkoku. Larwy mącznika są pożywieniem bogatym w białka i tłuszcze. Charakteryzują się delikatnym, orzechowym smakiem i chrupiącą konsystencją.

### Unia Europejska
Na terenie Unii Europejskiej do wykazu nowej żywności wpisano mącznika młynarka w postaci suszonych larw (2021) oraz w postaci proszku z całych larw poddanego działaniu promieniowania UV (2025). 
W odniesieniu do larw, mącznik młynarek w formie larwalnej przeznaczony jest do spożycia przez ludzi w całości, żadne części nie są usuwane. Mącznik młynarek jest blanszowany i suszony termicznie w suszarce. Suszone larwy mogą być wprowadzane na rynek całe lub sproszkowane, także w postaci dodatku do produktów białkowych, herbatników, dań na bazie roślin strączkowych, produktów na bazie makaronu. Z uwagi na alergiczność, produkt musi być odpowiednio etykietkowany. 
W odniesieniu do proszku z całych larw poddanego działaniu UV, mącznik młynarek w formie larwalnej w całości poddawany jest obróbce termicznej i zmieleniu oraz poddany działaniu promieniowania ultrafioletowego (UVB). Może być dodawany do chleba, bułek, ciasta, ciastek, produktów na bazie makaronu, przetworzonych produktów z ziemniaka, sera i produktów z sera oraz musów owocowych i warzywnych. Z uwagi na alergiczność, produkt musi być odpowiednio etykietkowany.